# Otacílio Vieira da Costa
Otacílio Vieira da Costa (Lages, 2 de dezembro de 1883 — Lages, 13 de setembro de 1950) foi um advogado provisionado, jornalista e político brasileiro.
Filho de João José Teodoro da Costa e de Ana Domingues Vieira da Costa. Casou com Adélia Ramos da Costa (filha de Belisário José de Oliveira Ramos), com quem teve sete filhos, entre eles Belisário Ramos da Costa e Licurgo Ramos da Costa.
Foi prefeito de Lages, de 1911 a 1914 (interino) e de 1923 a 1926 e deputado à Assembleia Legislativa de Santa Catarina na 7ª legislatura (1910 — 1912), na 8ª legislatura (1913 — 1915), na 12ª legislatura (1925 — 1927), e na 13ª legislatura (1928 — 1930).
O município de Otacílio Costa é assim denominado em sua homenagem.